# Закупи
Закупи (на чешки: Zákupy; бивш Райхщат; на немски: Reichstadt; на латински: Reichstadium) е град в окръг Ческа Липа, Бохемия, Северна Чехия с 2810 жители (1 януари 2015).
В града се намира дворец Закупи (Schloss Reichstadt), споменат за пръв път през 1306 г.